# Aleksej Negodajlo
Aleksej Aleksandrovitj Negodajlo (ryska: Алексей Александрович Негодайло), född den 28 maj 1989 i Irkutsk,  Ryska SFSR, Sovjetunionen, är en rysk bobåkare.
Han tog OS-guld i herrarnas fyrmanna i samband med de olympiska bobtävlingarna 2014 i Sotji.